# 乙型肝炎表面抗原

乙肝病毒（HBV）的基因组，其中绿色部分（ORF S）编码表面抗原

乙型肝炎表面抗原（英語：Hepatitis B surface antigen），简称乙肝表面抗原、HBsAg，又称澳洲抗原（Australia antigen）或澳抗，是指乙型肝炎病毒的表面抗原，抗原检测阳性表明患者已感染了乙肝病毒，乙肝可为急性或慢性（包括病毒携带者，俗称“肝带菌”）。乙肝病毒为有包膜病毒，其病毒包膜的表面蛋白可成为表面抗原，在感染人体时能被相应的抗体蛋白所识别。

## 研究历史
1964/65年，美国科学家巴鲁克·塞缪尔·布隆伯格在澳大利亚原住民的身上首次分离出乙肝表面抗原，因此命名为“澳洲抗原”。1968年，美国纽约血液中心的病毒學家阿爾弗雷德·卜林斯（Alfred Prince）发现一位病人输血前没有澳抗，输血后罹患肝炎并且有了澳抗，因此断定此蛋白質是導致「血清型肝炎」（即“乙肝”）病毒的一部份。1976年，布隆伯格因其对乙肝的研究而获颁诺贝尔生理学或医学奖。

## 临床检测

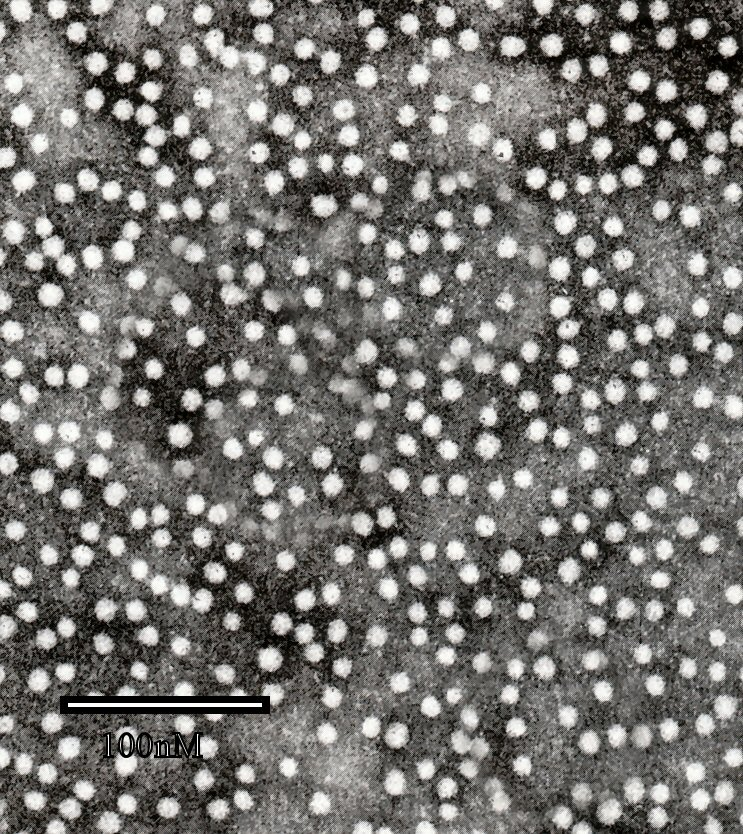
乙肝表面抗原（透射电子显微镜放大）

临床上，对乙肝表面抗原进行血液检测是诊断乙肝感染的主要依据。值得注意的是，不论有无症状，乙肝患者的血浆中都存在乙肝表面抗原。
乙肝感染包括急性（感染时间不到6个月）和慢性（感染时间达6个月或以上；包括病毒携带者）。依据世界卫生组织，2019年全球有2.96亿人患有慢性乙肝感染、每年新增约150万人感染乙肝，2019年乙型肝炎导致约82万人死亡，主要由于肝硬化和肝细胞癌（即原发性肝癌）。急性和慢性乙肝的血液检测区分标准为：
- 急性乙肝感染：乙肝表面抗原（HBsAg）阳性，乙肝表面抗体（anti-HBs/HBsAb）阴性，乙肝核心抗体（anti-HBc/HBcAb）阳性，IgM乙肝核心抗体（IgM anti-HBc）阳性；
- 慢性乙肝感染：乙肝表面抗原（HBsAg）阳性，乙肝表面抗体（anti-HBs/HBsAb）阴性，乙肝核心抗体（anti-HBc/HBcAb）阳性，IgM乙肝核心抗体（IgM anti-HBc）阴性。

如同时检测乙肝e抗原、乙肝e抗体，则除上述HBsAg、HBcAb两项指标阳性外，依据下述阳性指标乙肝患者一般还可分为：
- 小三阳：乙肝e抗原阴性、乙肝e抗体阳性，传染性较低；
- 大三阳：乙肝e抗原阳性、乙肝e抗体阴性，传染性较高。

## 乙肝疫苗
利用乙肝患者血浆中的乙肝表面抗原，美国免疫学家莫里斯·希勒曼领导的团队研发出了早期的乙肝疫苗，并于1981年上市。此后，希勒曼团队将疫苗改进为重组酵母乙肝疫苗，于1986年获批上市。